# Tracy Peck

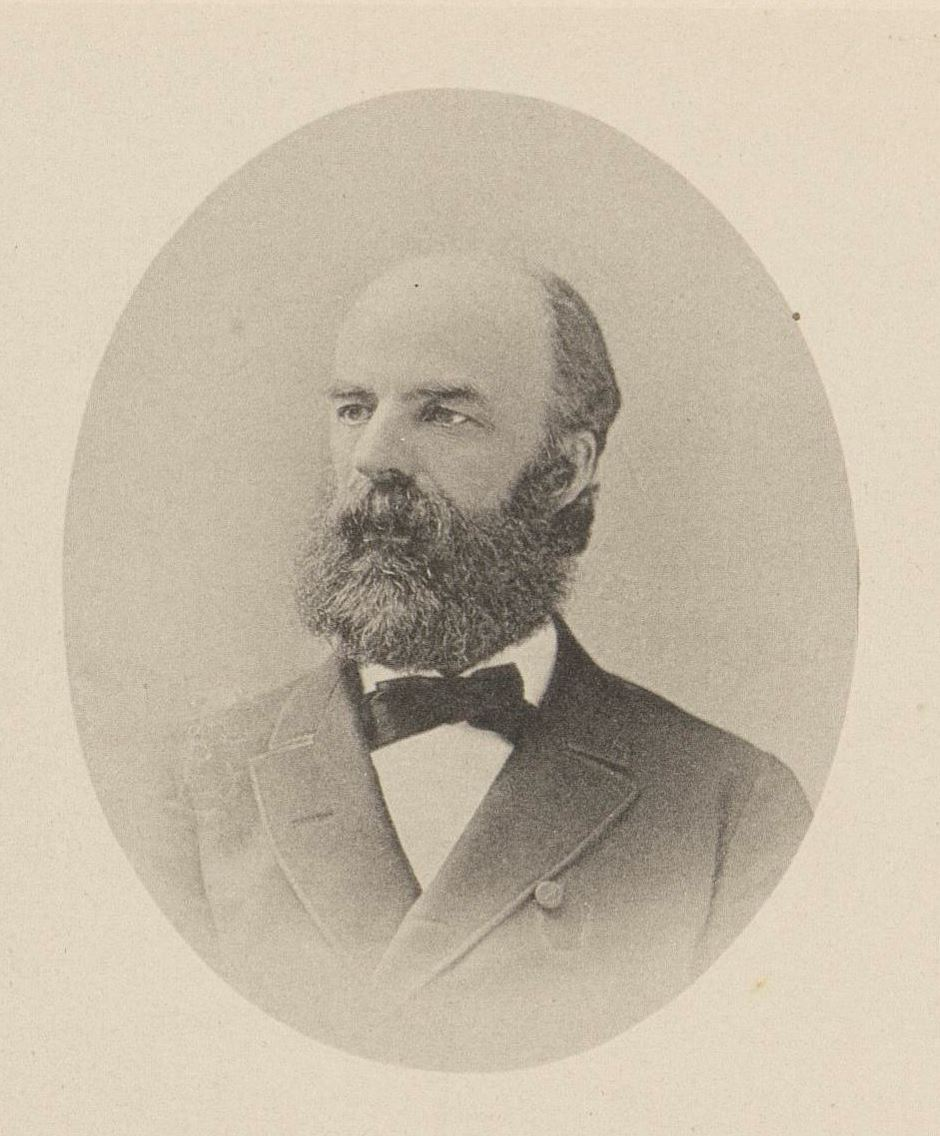
Tracy Peck

Tracy Peck (* 24. Mai 1838 in Bristol, Connecticut; † 24. November 1921 in Rom) war ein US-amerikanischer Klassischer Philologe, der als Professor der Lateinischen Sprache und Literatur an der Cornell University (1871–1880) und an der Yale University (1880–1908) wirkte.

## Leben
Tracy Peck stammte aus einer englischstämmigen Familie, die seit dem 17. Jahrhundert in Connecticut ansässig war. Seine Eltern waren Tracy Peck (1785–1862) und Sally Adams Peck (1792–1877); sein Vater war Farmer, Senator, Ratsherr und Friedensrichter.
Peck genoss eine exzellente Ausbildung. Er studierte von 1857 bis 1861 an der Yale University, schloss mit dem Bachelorgrad (A. B.) ab und setzte dann seine Studien bis 1864 in Europa fort. Er studierte an den Universitäten zu Berlin und Jena. Nach seiner Rückkehr in die USA legte er 1864 an der Yale University die Masterprüfung (A. M.) ab und unterrichtete dort bis 1866 als Tutor Latein und Mathematik. Von 1867 bis 1869 unternahm er eine zweite Studienreise nach Europa. Er studierte in Bonn und reiste 1868 zum ersten Mal nach Rom.
Nach einem Jahr als Lehrer am Chickering Classical Institute in Cincinnati (1870/71) wurde Peck 1871 als Professor der Lateinischen Sprache und Literatur an die Cornell University berufen. Neun Jahre später erhielt er eine Professur mit derselben Lehrumschreibung an seiner alma mater, der Yale University, die er 28 Jahre lang innehatte. Neben seinem akademischen Lehramt, das er mit großem Erfolg betrieb, engagierte sich Peck auch anderweitig: Ab 1883 war er Trustee des Williston Seminary, einer Vorbereitungsanstalt zum College-Studium in Easthampton. Die American Philological Association, der er ab 1871 als Life Member angehörte, wählte ihn für das Jahr 1885/86 zum Präsidenten. Im Jahr 1898/99 war Peck Direktor der American School of Classical Studies in Rome.
Im Alter erlebte Peck einen schweren persönlichen Verlust mit dem Tod seiner Frau Elizabeth (Lillie) Harriet Hall (1849–1903), die im Februar 1903 verunglückte. Das Paar hatte zwei (mittlerweile erwachsene) Kinder. Dieser Verlust mag, verbunden mit seiner Liebe zur Stadt Rom, zu seiner Entscheidung beigetragen haben, seinen Ruhestand ab 1908 in Rom zu verleben. Dort verkehrte Peck weiterhin in akademischen Kreisen, setzte seine Studien fort und hielt brieflichen Kontakt mit seiner Tochter in den USA. Nach dem schweren Erdbeben von Messina 1908 nahm Peck ein Waisenkind als Pflegetochter auf.
Am 24. November 1921 starb Peck im Alter von 83 Jahren. Er wurde nach seinem letzten Willen auf dem Protestantischen Friedhof bestattet. Sein Nachlass, der persönliche Aufzeichnungen, Tagebücher und Familienkorrespondenz enthält, befindet sich im Archiv des Beloit College.
Pecks Forschungsarbeit war, verglichen mit seiner akademischen Lehre, nicht umfangreich. Er veröffentlichte einige Aufsätze zur lateinischen Literatursprache und eine Teilausgabe von Livius’ Geschichtswerk (mit James B. Greenough). Zusammen mit Clement Lawrence Smith gab er die College Series of Latin Authors heraus, eine Reihe von Studienausgaben lateinischer Autoren. Für seine diversen Verdienste ernannte ihn die Rutgers University 1902 zum Ehrendoktor (LL. D.).

## Schriften (Auswahl)
- mit James B. Greenough: Livy: Books XXI and XXII. Boston 1900